# Caio Lecânio Basso
Caio Lecânio Basso (em latim: Gaius Laecanius Bassus) foi um senador romano nomeado cônsul sufecto em 13 de janeiro de 40 com Quinto Terêncio Culeão no lugar do próprio imperador Calígula, que se auto-nomeou cônsul sozinho nos primeiros dias do ano. Nascido em Pietas Iulia, na Ístria, quase nada se sabe de sua vida. Em 32, foi pretor urbano. Caio Lecânio Basso, cônsul em 64, era seu filho.